# Strmica (Bośnia i Hercegowina)
Strmica (cyr. Стрмица) – wieś w Bośni i Hercegowinie, w Republice Serbskiej, w gminie Šekovići. W 2013 roku liczyła 117 mieszkańców.